# Takashi Kawanishi
Takashi Kawanishi (川西 隆, Kawanishi Takashi) was een Japans voetballer die als middenvelder speelde.

## Japans voetbalelftal
Takashi Kawanishi maakte op 13 mei 1934 zijn debuut in het Japans voetbalelftal tijdens een Spelen van het Verre Oosten tegen Nederlands-Indië. Takashi Kawanishi debuteerde in 1934 in het Japans nationaal elftal en speelde 3 interlands.

## Statistieken
| Japans voetbalelftal | Japans voetbalelftal | Japans voetbalelftal |
| Jaar                 | Wed.                 | Dlp.                 |
| -------------------- | -------------------- | -------------------- |
| 1934                 | 3                    | 0                    |
| Totaal               | 3                    | 0                    |